# 丹陽第二八景
丹陽第二八景（タニャンだいにはっけい、韓国語：단양제이팔경）は韓国忠清北道北東部の丹陽郡にある8つの景勝地の名称。

## 概要
丹陽第二八景は韓国忠清北道の北東部にある丹陽郡の丹陽邑、大崗面、赤城面、魚上川面、佳谷面、永春面に存在する8つの奇岩名勝や旧跡を中心とした景勝地である。
- 竹嶺瀑布（チュンニョンポッポ）
- 温達山城（オンダルサンソン）
- 錦繍山（クムスサン）
- 日光窟（イルグァングル）
- 九峰八門（クボンパルムン）
- 北壁
- 七星岩（チルソンアム）
- 橋内山（タリアンサン）